# Peter Dahl (musiker)
Stig Peter Dahl, född 23 juli 1964 i Karlskoga församling, Örebro län, är en svensk musiker och låtskrivare. Han är sedan 2007 gift med Linda Dahl även hon musiker och låtskrivare.
Peter Dahl har spelat i band som Dr. Cover, Peckas Pack, Whisky and Dynamite och är sedan 1996 basist i det svenska tributebandet: S.O.S - A tribute to Abba. Han spelar också i countrybandet Barfly.
Peter Dahl skrev också tillsammans med Linda Dahl (tidigare Jansson) och Thomas Holmstrand "När vindarna viskar mitt namn" som Roger Pontare framförde och vann melodifestivalen 2000 med. Sedan dess har låtar skrivits till bland annat Black Jack, Drifters, Sten & Stanley och Matz Bergmans.

## Låtar av Dahl
- 2009 – Du bara du med Black Jack (skriven tillsammans med Thomas Holmstrand och Linda Dahl).
- 2010 – Ängel med Black Jack (skriven tillsammans med Åsa Karlström och Linda Dahl).
- 2012 – Vart tog sommaren vägen med Nova (skriven tillsammans med Linda Dahl).
- 2012 – Simsalabim med Wizex (skriven tillsammans med Camilla Andersson och Linda Dahl).

### Melodifestivalen
- 2000 – När vindarna viskar mitt namn med Roger Pontare (skriven tillsammans med Thomas Holmstrand och Linda Jansson).